# Bârzești, Argeș
Bârzești este un sat în comuna Vulturești din județul Argeș, Muntenia, România. prin această localitate a trecut de nenumărate ori haiducul,Radu lu'Anghel.